# Cantone di Montigny-en-Gohelle
Il Cantone di Montigny-en-Gohelle era una divisione amministrativa dell'arrondissement di Lens.
È stato soppresso a seguito della riforma complessiva dei cantoni del 2014, che è entrata in vigore con le elezioni dipartimentali del 2015.
Comprendeva il comune di Montigny-en-Gohelle e parte del comune di Hénin-Beaumont.